# Proagra stabilis
Proagra stabilis là một loài bướm đêm trong họ Geometridae.